# Боннак (Канталь)
Бонна́к (фр. Bonnac, окс. Bonac) — коммуна во Франции, находится в регионе Овернь. Департамент — Канталь. Входит в состав кантона Массьяк. Округ коммуны — Сен-Флур.
Код INSEE коммуны — 15022.

## География
Коммуна расположена приблизительно в 410 км к югу от Парижа, в 65 км южнее Клермон-Феррана, в 65 км к северо-востоку от Орийака.

## Население
Население коммуны на 2008 год составляло 149 человек.
| 1962 | 1968 | 1975 | 1982 | 1990 | 1999 | 2008 |
| ---- | ---- | ---- | ---- | ---- | ---- | ---- |
| 314  | 277  | 234  | 175  | 170  | 158  | 149  |

## Экономика
В 2007 году среди 91 человека в трудоспособном возрасте (15—64 лет) 57 были экономически активными, 34 — неактивными (показатель активности — 62,6 %, в 1999 году было 64,5 %). Из 57 активных работали 52 человека (33 мужчины и 19 женщин), безработных было 5 (3 мужчин и 2 женщины). Среди 34 неактивных 2 человека были учениками или студентами, 19 — пенсионерами, 13 были неактивными по другим причинам.

## Достопримечательности
- Замок Боннак (XVI-XVII века). Памятник истории с 1992 года[3]
- Церковь Сен-Бартелеми (XIII век). Памятник истории с 1992 года[4]
- Монастырь Боннак (XV век). Памятник истории с 1992 года[5]
- Крест тамплиеров (XV век). Памятник истории с 1992 года[6]

## Фотогалерея

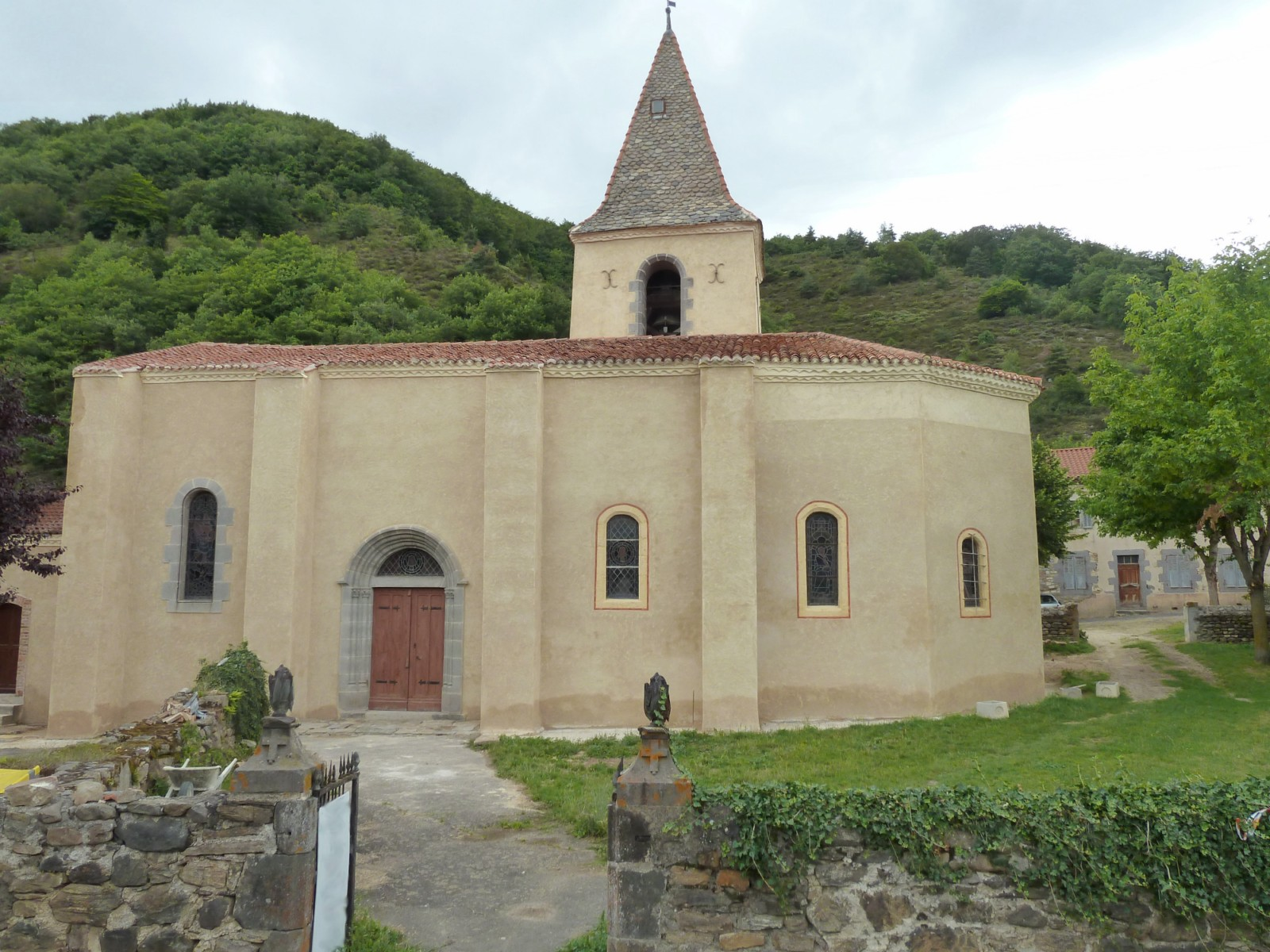
Церковь Сен-Бартелеми
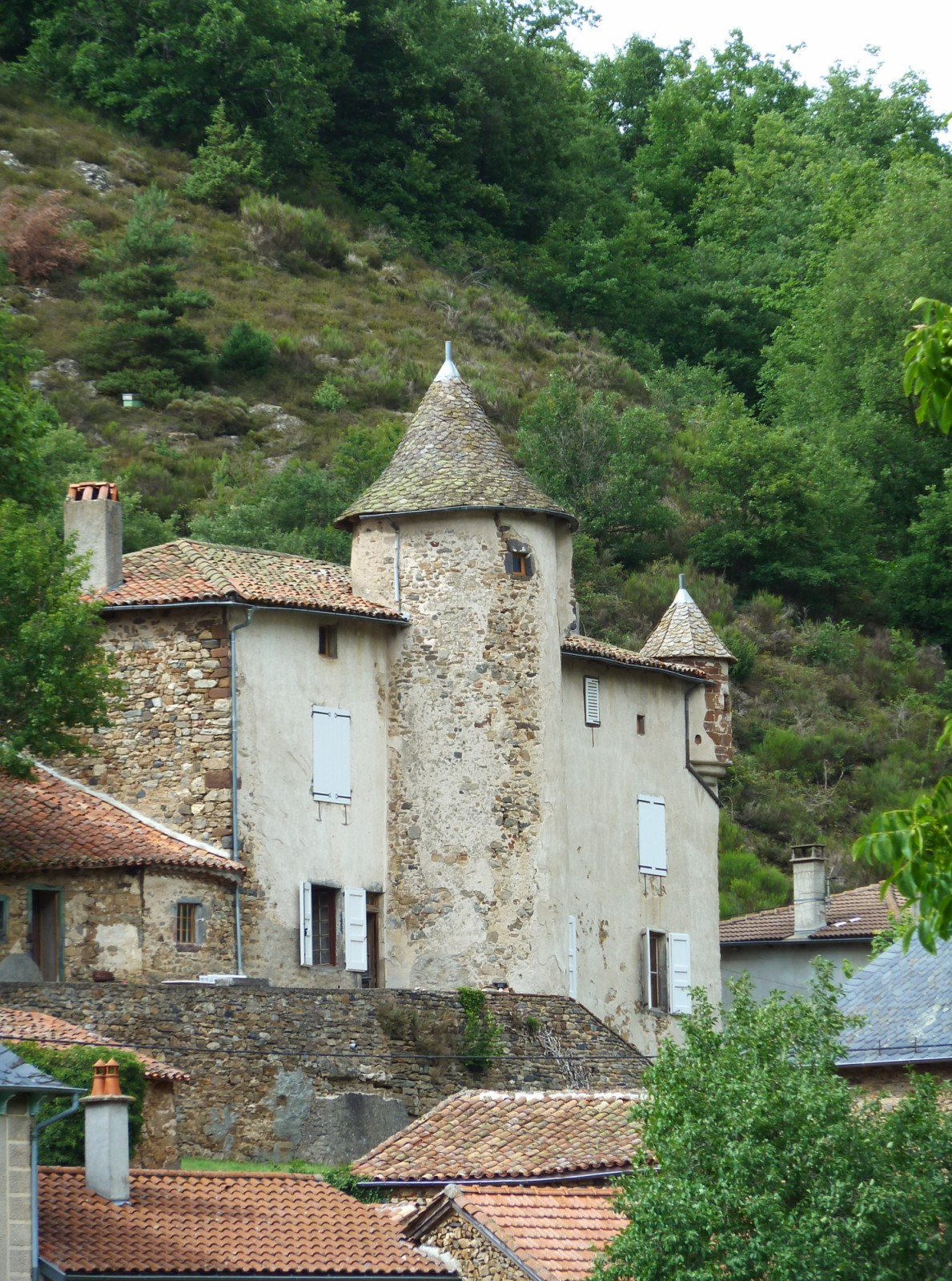
Замок Боннак
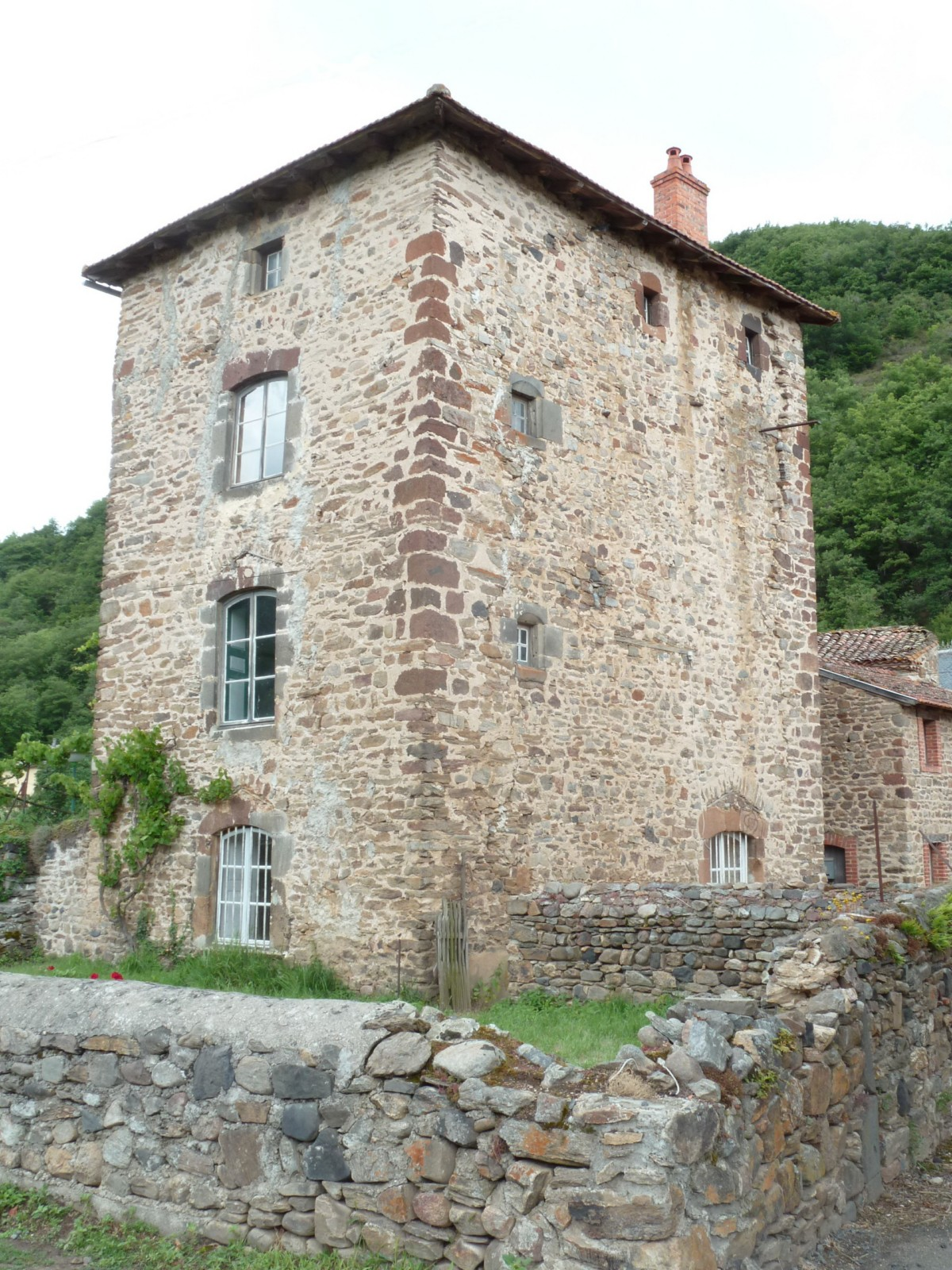
Монастырь Боннак
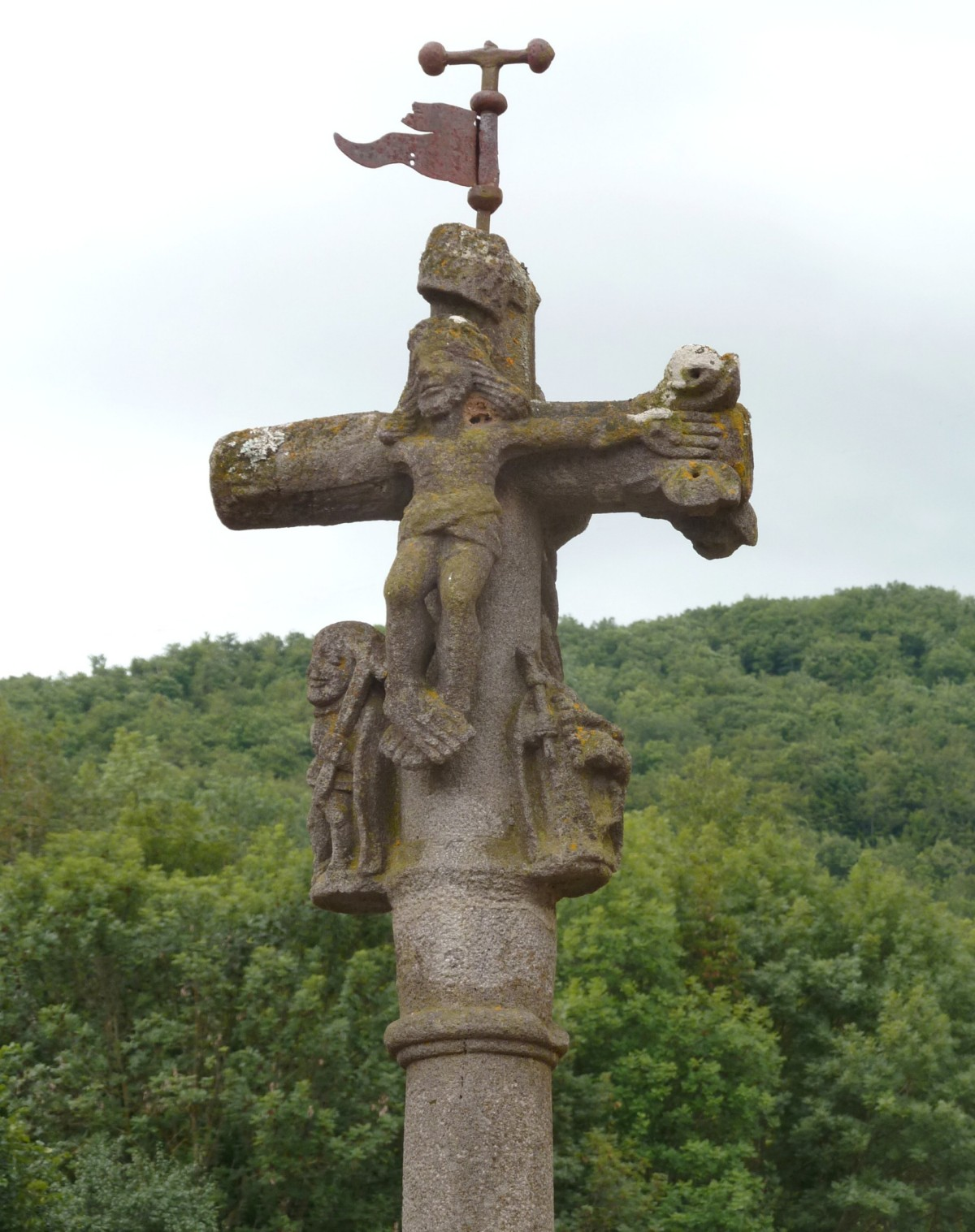
Крест тамплиеров
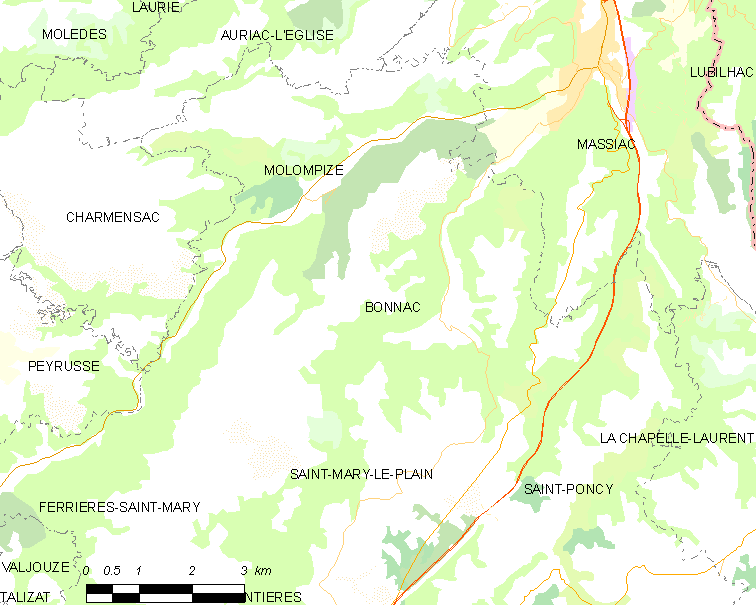
Карта коммуны